# Dumortiérite
La dumortiérite est un minéral fibreux (borosilicate d'aluminium, formule Al7BO3(SiO4)3O3) qui a été découvert en 1879 à Chaponost, en région Rhône-Alpes, et nommé en l'honneur du paléontologue Eugène Dumortier. Ce minéral ne doit pas être confondu avec l'azurite, la lazurite ou bien encore la sodalite. Son symbole (inchangé) validé par tous les classements minéralogiques est dum.
| Oxydes  | %       |
| ------- | ------- |
| SiO2    | 30,90 % |
| TiO2    | 1,11 %  |
| Al2O3   | 57,24 % |
| Fe2O3   | 0,44 %  |
| MgO     | 2,92 %  |
| B2O3    | 6,09 %  |
| H2O     | 1,18 %  |
| Total : | 99,88 % |

## Gisements
Ce minéral peut se trouver au Brésil, au Canada, dans le Nevada et en Californie, en France (près de Lyon et de Bionne), en Silésie polonaise, en Norvège, en Russie, à Madagascar, en Namibie et au Sri Lanka.